# Canton d'Orthe et Arrigans
Le canton d'Orthe et Arrigans est une circonscription électorale française du département des Landes.

## Histoire
Un nouveau découpage territorial des Landes entre en vigueur à l'occasion des élections départementales de 2015. Il est défini par le décret du 18 février 2014, en application des lois du 17 mai 2013 (loi organique 2013-402 et loi 2013-403). Les conseillers départementaux sont, à compter de ces élections, élus au scrutin majoritaire binominal mixte. Les électeurs de chaque canton élisent au Conseil départemental, nouvelle appellation du Conseil général, deux membres de sexe différent, qui se présentent en binôme de candidats. Les conseillers départementaux sont élus pour 6 ans au scrutin binominal majoritaire à deux tours, l'accès au second tour nécessitant 12,5 % des inscrits au 1er tour. En outre la totalité des conseillers départementaux est renouvelée. Ce nouveau mode de scrutin nécessite un redécoupage des cantons dont le nombre est divisé par deux avec arrondi à l'unité impaire supérieure si ce nombre n'est pas entier impair, assorti de conditions de seuils minimaux. Dans les Landes, le nombre de cantons passe ainsi de 30 à 15.
Le canton d'Orthe et Arrigans est formé de communes des anciens cantons de Peyrehorade (13 communes) et de Pouillon (11 communes). Il est entièrement inclus dans l'arrondissement de Dax. Le bureau centralisateur est situé à Peyrehorade.

## Représentation
| Période élective | Période élective | Mandat | Mandat   | Identité        | Nuance | Nuance | Qualité |
| ---------------- | ---------------- | ------ | -------- | --------------- | ------ | ------ | --- |
| 2015             | 2021             | 2015   | 2021     | Rachel Durquety |        | PS     | Préparatrice en pharmacie, maire de Bélus 6ème Vice-Présidente du Conseil départemental                                                     |
| 2015             | 2021             | 2015   | 2021     | Yves Lahoun     |        | PCF    | Maire de Pouillon (1989-2014) 5ème Vice-Président du Conseil départemental, ancien conseiller général du canton de Pouillon                 |
| 2021             | 2028             | 2021   | en cours | Damien Delavoie |        | PCF    | Professeur des écoles, 1er Adjoint au Maire de Habas                                                                                        |
| 2021             | 2028             | 2021   | en cours | Rachel Durquety |        | PS     | Préparatrice en pharmacie, maire de Bélus 2ème Vice-Présidente du conseil départemental, chargée du développement culturel et du patrimoine |

### Résultats détaillés

#### Élections de mars 2015
À l'issue du 1er tour des élections départementales de 2015, deux binômes sont en ballottage : Rachel Durquety et Yves Lahoun (Union de la Gauche, 47,54 %) et Jean Petrau et Marie-José Siberchicot (Union de la Droite, 35,35 %). Le taux de participation est de 60,87 % (10 701 votants sur 17 579 inscrits) contre 57,2 % au niveau départemental et 50,17 % au niveau national.
Au second tour, Rachel Durquety et Yves Lahoun (Union de la Gauche) sont élus avec 54,66 % des suffrages exprimés et un taux de participation de 58,86 % (5 310 voix pour 10 346 votants et 17 578 inscrits).

#### Élections de juin 2021
Le premier tour des élections départementales de 2021 est marqué par un très faible taux de participation (33,26 % au niveau national). Dans le canton d'Orthe et Arrigans, ce taux de participation est de 41,35 % (7 580 votants sur 18 333 inscrits) contre 40,28 % au niveau départemental. À l'issue de ce premier tour, deux binômes sont en ballottage : Damien Delavoie et Rachel Durquety (Union à gauche, 56,41 %) et Didier Sakellarides et Marie-José Siberchicot (DVD, 35,91 %).
Le second tour des élections est marqué une nouvelle fois par une abstention massive équivalente au premier tour. Les taux de participation sont de 34,36 % au niveau national, 40,68 % dans le département et 41,44 % dans le canton d'Orthe et Arrigans. Damien Delavoie et Rachel Durquety (Union à gauche) sont élus avec 63,05 % des suffrages exprimés (4 464 voix pour 7 599 votants et 18 337 inscrits),,.

## Composition
Le canton d'Orthe et Arrigans comprend vingt-quatre communes.
| Nom                                 | Code Insee | Intercommunalité               | Superficie (km2) | Population (dernière pop. légale) | Densité (hab./km2) | Modifier                                    |
| ----------------------------------- | ---------- | ------------------------------ | ---------------- | --------------------------------- | ------------------ | ------------------------------------------- |
| Peyrehorade (bureau centralisateur) | 40224      | CC du Pays d'Orthe et Arrigans | 16,11            | 3 693 (2022)                      | 229                | modifier les données · modifier les données |
| Bélus                               | 40034      | CC du Pays d'Orthe et Arrigans | 11,84            | 616 (2022)                        | 52                 | modifier les données · modifier les données |
| Cagnotte                            | 40059      | CC du Pays d'Orthe et Arrigans | 14,68            | 778 (2022)                        | 53                 | modifier les données · modifier les données |
| Cauneille                           | 40077      | CC du Pays d'Orthe et Arrigans | 15,42            | 799 (2022)                        | 52                 | modifier les données · modifier les données |
| Estibeaux                           | 40095      | CC du Pays d'Orthe et Arrigans | 16,72            | 697 (2022)                        | 42                 | modifier les données · modifier les données |
| Gaas                                | 40101      | CC du Pays d'Orthe et Arrigans | 9,13             | 471 (2022)                        | 52                 | modifier les données · modifier les données |
| Habas                               | 40118      | CC du Pays d'Orthe et Arrigans | 18,75            | 1 464 (2022)                      | 78                 | modifier les données · modifier les données |
| Hastingues                          | 40120      | CC du Pays d'Orthe et Arrigans | 14,54            | 606 (2022)                        | 42                 | modifier les données · modifier les données |
| Labatut                             | 40132      | CC du Pays d'Orthe et Arrigans | 20,95            | 1 396 (2022)                      | 67                 | modifier les données · modifier les données |
| Mimbaste                            | 40183      | CC du Pays d'Orthe et Arrigans | 20,60            | 992 (2022)                        | 48                 | modifier les données · modifier les données |
| Misson                              | 40186      | CC du Pays d'Orthe et Arrigans | 14,69            | 834 (2022)                        | 57                 | modifier les données · modifier les données |
| Mouscardès                          | 40199      | CC du Pays d'Orthe et Arrigans | 9,14             | 268 (2022)                        | 29                 | modifier les données · modifier les données |
| Oeyregave                           | 40206      | CC du Pays d'Orthe et Arrigans | 8,03             | 304 (2022)                        | 38                 | modifier les données · modifier les données |
| Orist                               | 40211      | CC du Pays d'Orthe et Arrigans | 14,76            | 789 (2022)                        | 53                 | modifier les données · modifier les données |
| Orthevielle                         | 40212      | CC du Pays d'Orthe et Arrigans | 13,94            | 1 057 (2022)                      | 76                 | modifier les données · modifier les données |
| Ossages                             | 40214      | CC du Pays d'Orthe et Arrigans | 14,31            | 493 (2022)                        | 34                 | modifier les données · modifier les données |
| Pey                                 | 40222      | CC du Pays d'Orthe et Arrigans | 13,85            | 832 (2022)                        | 60                 | modifier les données · modifier les données |
| Port-de-Lanne                       | 40231      | CC du Pays d'Orthe et Arrigans | 12,68            | 1 228 (2022)                      | 97                 | modifier les données · modifier les données |
| Pouillon                            | 40233      | CC du Pays d'Orthe et Arrigans | 49,74            | 3 151 (2022)                      | 63                 | modifier les données · modifier les données |
| Saint-Cricq-du-Gave                 | 40254      | CC du Pays d'Orthe et Arrigans | 8,70             | 444 (2022)                        | 51                 | modifier les données · modifier les données |
| Saint-Étienne-d'Orthe               | 40256      | CC du Pays d'Orthe et Arrigans | 11,07            | 732 (2022)                        | 66                 | modifier les données · modifier les données |
| Saint-Lon-les-Mines                 | 40269      | CC du Pays d'Orthe et Arrigans | 21,82            | 1 242 (2022)                      | 57                 | modifier les données · modifier les données |
| Sorde-l'Abbaye                      | 40306      | CC du Pays d'Orthe et Arrigans | 16,34            | 636 (2022)                        | 39                 | modifier les données · modifier les données |
| Tilh                                | 40316      | CC du Pays d'Orthe et Arrigans | 22,86            | 841 (2022)                        | 37                 | modifier les données · modifier les données |
| Canton d'Orthe et Arrigans          | 4012       |                                | 390,67           | 24 363 (2022)                     | 62                 | modifier les données                        |

## Démographie
En 2022, le canton comptait 24 363 habitants, en évolution de +3,15 % par rapport à 2016 (Landes : +5,78 %, France hors Mayotte : +2,11 %).
| 2013   | 2018   | 2022   |
| ------ | ------ | ------ |
| 23 263 | 23 776 | 24 363 |